# Camptoscaphiella hilaris
Camptoscaphiella hilaris (лат.) — вид аранеоморфных пауков из семейства Oonopidae. Известен по единственному самцу, найденному в 1978 году итальянским арахнологом Паоло Бриньоли в Тхимпху (запад Бутана). Голотип окрашен в жёлто-коричневые тона, длина тела — 1,6 мм. От других представителей рода Camptoscaphiella отличается строением копулятивного аппарата.